# 米特索尔茨
米特索尔茨（法語：Muttersholtz，法語發音：[mytəʁsɔlts]）是法国下莱茵省的一个市镇，位于该省南部，属于塞莱斯塔-埃尔什泰因区和塞莱斯塔城市圈。

## 地理
米特索尔茨（48°16'6"N, 7°32'3"E）面积12.67 平方千米，位于法国大東部大區下莱茵省，该省份为法国大陆部分最东部的省份，是阿尔萨斯的一部分，今与上莱茵省组成了阿尔萨斯欧洲集体，其南至上莱茵省，西南接孚日省和默尔特-摩泽尔省，西接摩泽尔省，北与德国接壤，东侧沿莱茵河与德国相望。
与米特索尔茨接壤的市镇（或旧市镇、城区）包括：巴尔德奈姆、埃贝尔斯曼斯泰、伊尔瑟奈姆、塞莱斯塔、维蒂赛姆。
米特索尔茨的时区为UTC+01:00、UTC+02:00（夏令时）。

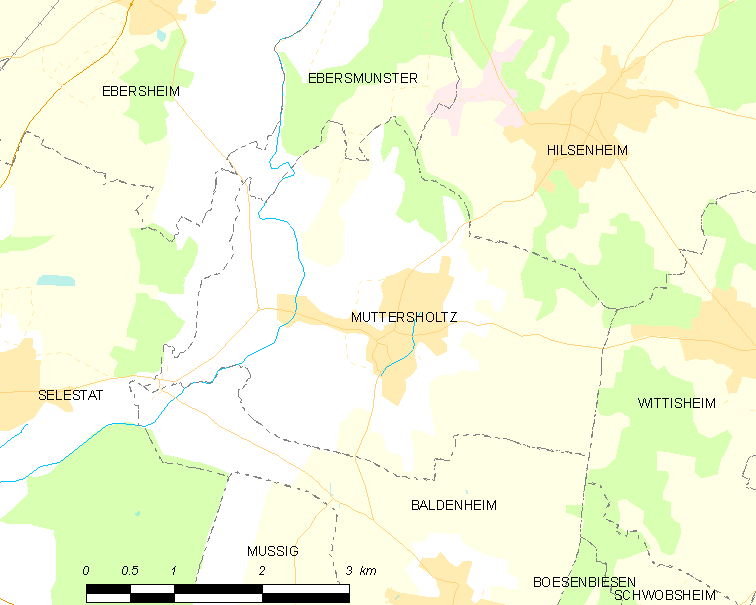
米特索尔茨的OSM定位图

## 行政
米特索尔茨的邮政编码为67600，INSEE市镇编码为67311。

## 政治
米特索尔茨所属的省级选区为塞莱斯塔县。

## 人口

1962-2008年间米特索尔茨人口变化图示

米特索尔茨于2022年1月1日时的人口数量为2288人。